# مارك دينيسي
مارك دينيسي (بالإنجليزية: Mark Dean)‏ (18 نوفمبر 1964 في المملكة المتحدة - ) هو لاعب كرة قدم بريطاني في مركز الظهير. لعب مع نادي تشستر سيتي ونادي ويتون ألبيون ونورثويتش فيكتوريا وكارنارفون تاون ‏.